# 100.000 dollari al sole
100.000 dollari al sole (Cent mille dollars au soleil) è un film del 1964 diretto da Henri Verneuil.
Presentato al Festival di Cannes 1964, è stato distribuito negli Stati Uniti d'America da Metro-Goldwyn-Mayer con il titolo Greed in the Sun.